# Vesna Pisarović
Vesna Pisarović (Brčko, 1978. április 9. – ) horvát pop- és jazzénekes.

## Élete

### A korai évek: 1978–1999
1978-ban született, az akkor még Jugoszlávia részének számító Bosznia-Hercegovinában, Brčko városában. Gyermekkorát a horvátországi Pozsegában töltötte, ott nevelkedett 13 éves koráig. Egészen kicsi korától kezdve folytatott zeneiskolai tanulmányokat, melyek részeként előbb furulyázni, fuvolázni és énekelni tanult, később kórusokban énekelt és különböző zenei versenyeken vett részt.
Az 1990-es évek közepén Zágrábba költözött, ahol a városi egyetem bölcsészeti és társadalomtudományi karának hallgatója lett. Közben elkezdett klubokban énekelni és saját dalokat szerezni, 1997-ben pedig, a horvátországi Zadarfest fesztiválon fellépve megismerte Milana Vlaovićot, aki ezután szintén elkezdett dalokat írni a számára.

### A 2000-es évek
2000-ben adta ki első lemezét Da znaš címmel; az album címadó dala Laura Pausini Non c’é című slágerének horvát nyelvű feldolgozása volt. 2002-ben megnyerte a horvát televízió által szervezett Dora fesztivált, azt a popzenei rendezvényt, amely évről évre hivatott volt eldönteni, hogy melyik előadó és melyik dal vehet részt az ország képviseletében az azévi Eurovíziós Dalfesztiválon. Vesna angol nyelven előadott dala, mely az Everything I Want címet viselte, a versenyen szerzett 44 pontjtal, 24 induló közül a tizenegyedik helyezést szerezte meg a Tallinnban megrendezett 2002-es Eurovíziós Dalfesztiválon. Két évvel később ennél is nagyobb sikert ért el az Eurovíziós Dalfesztiválon, igaz, ezúttal már nem előadóként, csak szerzőként: ő írta az In the Disco című dalt, amelyet Bosznia-Hercegovina színeiben Deen adott elő az Isztambulban megtartott 2004-es Eurovíziós Dalfesztiválon, és amely a döntőben 24 induló közül 91 ponttal a kilencedik helyezést szerezte meg.

### A 2010-es évek
A 2010-es években Vesna érdeklődése a popzene területéről egyre inkább a jazz irányába tolódott el: 2019 márciusában immár a nyolcadik stúdióalbumát jelentette meg, Petit Standard címmel, amely egyben a harmadik jazz-zenei lemeze volt, és a Jazzwerkstatt nevű német kiadó adta ki. A lemezkiadáshoz kapcsolódóan egy kisebb turnét is szervezett, még annak az évnek a nyarára. 2019. október 5-én viszont egy rádióinterjújában elárulta, hogy ezúttal ismét egy popzenei album kiadására készül, aminek anyagán már hosszú évek óta dolgozik. Akkor arról beszélt, hogy a lemez felvételét 2020 elején tervezi elkezdeni.

## Diszkográfia
- Da znaš (2000)
- Za tebe stvorena (2001)
- Kao da je vrijeme... (2002)
- Pjesma mi je sve (2003)
- Peti (2005)
- With Suspicious Minds (2012)
- Naša velika pjesmarica / The Great Yugoslav Songbook (2017)
- Petit Standard (2019)

## Fordítás
- Ez a szócikk részben vagy egészben  a   Vesna Pisarović című angol Wikipédia-szócikk fordításán alapul.  Az eredeti cikk szerkesztőit annak laptörténete sorolja fel. Ez a jelzés csupán a megfogalmazás eredetét és a szerzői jogokat jelzi, nem szolgál a cikkben szereplő információk forrásmegjelöléseként.